# 巴雷什河 (德涅斯特河支流)
巴雷什河（羅馬化：Barysh）是烏克蘭西部的河流，屬於德涅斯特河的左支流。該河發源自奧澤里亞尼，流經特諾皮爾州的喬爾特基夫區，河道全長38公里，流域面積186平方公里。